# Glenea hamabovola
Glenea hamabovola là một loài bọ cánh cứng trong họ Cerambycidae.